# マドレーヌ・デルブレル
マドレーヌ・デルブレル（Madeleine Delbrêl、1904年10月24日 - 1964年10月13日）は、フランスの社会運動家。

## 生涯
マドレーヌはフランス、ドルドーニュ県ミュシダンという町で生まれ、労働者階級出身である父ジュールと、有産階級（ブルジョワ）出身の母リュシルの元で育った。しかし、階級の違う両親が不仲であり彼女は非常に苦しんだが幸い、クレメンティーヌ・レフォレーという女中のおかげで明るく過ごし、また3歳から教育を受け、詩を創作するまでに至った。その後、両親と共にパリに移住し、文化人との交流を深めていった。
11歳で初聖体（カトリック教会における秘蹟の一つで洗礼、堅信の後に受ける。幼児洗礼の場合、10歳前後で受けることになっている）を受けたが無神論者であった両親の影響で信仰から離れ、17歳で無神論者となった。
1920年、マドレーヌはソルボンヌ大学に入学し、哲学、文学などを学び、その間にジャン・メイデューという青年と交際していたが、メイデューはドミニコ会に入り彼女は失恋した。
ある日、一人のキリスト教徒との出会いでマドレーヌは、1924年3月29日に回心し信仰の道に入る。1926年、詩『黄金の牛』がシュリー・プルダム賞を受賞し、ジャック・ロレンゾ神父のスカウト運動に参加した。
1933年10月15日、マドレーヌは数人の友人と共にパリで一番、共産主義が強く「赤い地域」と呼ばれたイヴリー＝シュル＝セーヌに移り住み、共産主義者の生活の現実を知る。彼女は信仰を持って共産主義を分析、意外な共通点を発見した。彼女は1935年、ラスパーユ11番通りに転居し死ぬまでここで彼らと共に過ごし、信仰を持って彼らを愛した。しかし、彼女は共産主義に妥協することはしなかった。
マドレーヌはシュアール枢機卿に創設された「フランスミッション」という宣教運動に参加し、労働者との交流を深め宣教に励んだ。しかし、バチカンの教皇庁はその運動に危惧を感じ、1949年、ローマ教皇ピウス12世によって共産主義への関与を禁止された。さらに追い討ちをかけられた様に1953年、「フランスミッション」は解散を命じられた。彼女にとって一番不遇な時代であった。その間、1952年にスパイ容疑で処刑されたローゼンバーグ夫妻の救出活動に奔走し、1957年に『マルクス主義の都市、ミッションの町』を発表、上梓した。
しかし、彼女に良い転機が訪れる。ピウス12世崩御で次期ローマ教皇に選出されたヨハネ23世が教会の近代化を推進し、共産主義と社会活動の専門家として正式に招かれた。だが、長年の活動で健康を損ない、1964年10月13日、自宅で死去。1988年、列福調査が開始された。

## 著書
- 『マルクス主義の都市、ミッションの町』　1957年